# Slávia Banská Bystrica
Slávia Banská Bystrica (dříve BK ŠKP 08 Banská Bystrica) je slovenský ženský basketbalový klub, který sídlí v Banské Bystrici ve stejnojmenném kraji. Oddíl patří pod hlavičku Športového klubu polície Banská Bystrica. Založen byl v roce 2008 jako nástupce univerzitního klubu BK Slávia UMB Banská Bystrica. Mužský oddíl se jmenuje  BK ŠKP Banská Bystrica, ženský oddíl obsahuje v názvu letopočet založení. V počátcích vystupoval v soutěžích pod názvem UMB 08, později celý klub přešel pod ŠKP Banskou Bystricu. Ženský oddíl hraje od sezóny 2014/15 ve slovenské nejvyšší basketbalové soutěži žen. Klubové barvy jsou červená a bílá.
Své domácí zápasy odehrává ve sportovní hale Dukla s kapacitou 847 diváků.

## Historické názvy
Zdroj:
- 2008–2012 – BK UMB 08 Banská Bystrica (Basketbalový klub Univerzita Mateja Bela 2008 Banská Bystrica)
- 2012–2022 – BK ŠKP 08 Banská Bystrica (Basketbalový klub ŠKP 2008 Banská Bystrica)
- 2022 – současnost – Slávia Banská Bystrica

## Umístění v jednotlivých sezonách
Zdroj:
Legenda: ZČ - základní část, červené podbarvení - sestup, zelené podbarvení - postup, fialové podbarvení - reorganizace, změna skupiny či soutěže
| Slovensko (2008 – 2013) |                           |           |           |          |                                                             |
| Sezóna                  | Název v ročníku           | Úroveň    | Soutěž    | ZČ       | Play-off                                                    |
| 2008/09                 | BK UMB 08 Banská Bystrica | 3. úroveň | 2. liga   | ?. místo | Odkup licence od béčka Ružomberku                           |
| 2009/10                 | BK UMB 08 Banská Bystrica | 1. úroveň | Extraliga | 8. místo | Čtvrtfinále                                                 |
| 2010/11                 | BK UMB 08 Banská Bystrica | 1. úroveň | Extraliga | 8. místo | Čtvrtfinále; odhlášení ze soutěže                           |
| ...                     |                           |           |           |          |                                                             |
| Rakousko (2013 – 2014)  |                           |           |           |          |                                                             |
| Sezóna                  | Název v ročníku           | Úroveň    | Soutěž    | ZČ       | Play-off                                                    |
| 2013/14                 | BK ŠKP 08 Banská Bystrica | 1. úroveň | AWBL      | 2. místo | Finálová skupina (3. místo); přechod do slovenských soutěží |
| Slovensko (2014 – )     |                           |           |           |          |                                                             |
| Sezóna                  | Název v ročníku           | Úroveň    | Soutěž    | ZČ       | Play-off                                                    |
| 2014/15                 | BK ŠKP 08 Banská Bystrica | 1. úroveň | Extraliga | 8. místo | Čtvrtfinále                                                 |
| 2015/16                 | BK ŠKP 08 Banská Bystrica | 1. úroveň | Extraliga | 8. místo | Zápas o 5. místo (prohra)                                   |
| 2016/17                 | BK ŠKP 08 Banská Bystrica | 1. úroveň | Extraliga | 6. místo | Zápas o 5. místo (výhra)                                    |
| 2017/18                 | BK ŠKP 08 Banská Bystrica | 1. úroveň | Extraliga | 7. místo | Zápas o 7. místo (výhra)                                    |
| 2018/19                 | BK ŠKP 08 Banská Bystrica | 1. úroveň | Extraliga |          |                                                             |
| 2019/20                 | BK ŠKP 08 Banská Bystrica | 1. úroveň | Extraliga |          |                                                             |
| 2020/21                 | BK ŠKP 08 Banská Bystrica | 1. úroveň | Extraliga |          |                                                             |
| 2021/22                 | BK ŠKP 08 Banská Bystrica | 1. úroveň | Extraliga |          |                                                             |
| 2022/23                 | Slávia Banská Bystrica    | 1. úroveň | Extraliga |          |                                                             |